# マテウス・バルセロス・ダ・シウヴァ
マテウス・バビ（Matheus Babi）ことマテウス・バルセロス・ダ・シウヴァ（ポルトガル語: Matheus Barcelos da Silva、1997年7月18日 - ）は、ブラジルのサッカー選手。ポジションはFW。

## クラブ歴
リオデジャネイロ州マカエに生まれ、地元のマカエEFCの下部組織に在籍した。2016年2月29日に行われたカンピオナート・カリオカでユーリに代わって途中出場し選手初出場。同年5月31日に2018年5月までのプロ契約を締結した。同年6月13日に2017年12月までグレミオFBPAへの期限付き移籍が発表され、U-20チームに在籍した。2018年にマカエに復帰すると、1月10日に選手初得点を記録した。その後カンピオナート・ブラジレイロ・セリエDにレギュラーとして出場した。2019年3月19日にアメリカ-RJに期限付き移籍。カンピオナート・カリオカ・セリエB1では27試合12得点の記録を残し昇格に貢献した。同年11月にマカエに復帰した。
2020年2月15日にセラ・マカエンシFCに3年契約で完全移籍、同年7月3日にカンピオナート・ブラジレイロ・セリエA所属のボタフォゴFRに期限付き移籍した。8月13日の第1節でフル出場および初得点を記録、試合を引分に持ち込む全国1部初出場を見せた。その後レギュラーとして活躍したがクラブは降格した。
2021年4月14日にカンピオナート・ブラジレイロ・セリエAのアトレチコ・パラナエンセに完全移籍。